# Leider
«Leider» (en español, "Desafortunadamente") es el tercer sencillo de la banda de metal industrial alemana Eisbrecher sacado del álbum Antikörper. El 22 de agosto, un sencillo doble "Leider / Vergissmeinnicht" fue lanzado en los Estados Unidos. Combina los dos sencillos del álbum Antikörper.

## Lista de canciones
1. Leider - 4:09
2. Leider (Noel Pix Klingenklang-Mix) - 4:40
3. Leider (The Retrosic-Mix) - 4:57
4. Willkommen Im Nichts (Multimedia Track)

## Leider / Vergissmeinnicht
1. Leider (Radio Cut) - 4:05
2. Leider (Noel Pix Klingeklang-Mix) - 4:39
3. Leider (The Retrosic-Mix) - 4:57
4. Vergissmeinnicht (Radio Mix) - 3:54
5. Vergissmeinnicht (VergissmeinnichtMix) 5:33
6. Wie Tief? - 4:23
7. Vergissmeinnicht (Phase III Mix) - 4:29

- Datos: Q6519338